# C/2001 OG108
C/2001 OG108 (龍尼歐)是一顆哈雷型的彗星，它的軌道週期是48.51年。它於2001年7月28日被洛厄爾天文台LONEOS的望遠鏡發現。
在2002年1月和2月的觀測，顯示這個天體在接近近日點的時候產生了少量的彗星的活動，因此它被重分類為彗星。這顆彗星在2002年3月15日經過近日點（最接近太陽），預估下次再經過近日點的時間是2050年6月6日。
這顆彗星的自轉週期是2.38±0.02天（57.12小時）。
在2003年，估計這顆彗星的絕對視星等 (H)是13.05±0.10，反照率是0.03，有效的半徑是8.9±0.7公里。噴射推進實驗室使用費爾南德斯（2004年-2005年）中的資料列出這顆彗星的反照率是0.05，直徑是13.6±1.0公里。
這顆彗星可能是哈雷族彗星/長周期彗星和熄火彗星之間典型的過渡者。達摩克型小行星因為軌道參數和咍雷族彗星相似，曾被當成熄火彗星的候選者。

## 外部連結
- Orbital simulation（页面存档备份，存于） from JPL (Java) / Horizons Ephemeris （页面存档备份，存于）